# ヴェレシュマルティ・ミハーイ
ヴェレシュマルティ・ミハーイ （ハンガリー語: Vörösmarty Mihály、1800年12月1日 – 1855年11月19日）は、カーポルナーシュニェーク出身のハンガリーの著作家。

## 生涯
ハンガリー王国のカーポルナーシュニェークで誕生した。貴族の出身でありカトリック信徒である。
セーケシュフェヘールヴァールでシトー修道会のもとで、さらにペシュトでエスコラピオス修道会のもとで教育を受けた。父の死後、貧困生活をおくったが、苦学してペシュト大学に通い、法学を学ぶ。在学中シェークスピアやフリードリヒ・フォン・シラーに感化された。卒業後、貴族の家で家庭教師として生計を立てた。この頃に詩作や、戯曲を著し、マジャールを鼓舞した。以後「Salomon」、「Zalán futása」、「Cserhalom」、「A két szomszédvár」、「Csongor és Tünde」のような作品を発表した。
生涯をウィリアム・シェークスピアにとり憑かれ、シェークスピアの作品をハンガリー語に訳し続け、さらに翻案作も発表している。
1830年にハンガリー科学アカデミーの会員に選ばれた。1848年に裁判所の裁判官に就任したあとペシュトで死去した。

## 作品
- Zalán futása
- Cserhalom
- A két szomszédvár